# 塔爾圖猶太會堂

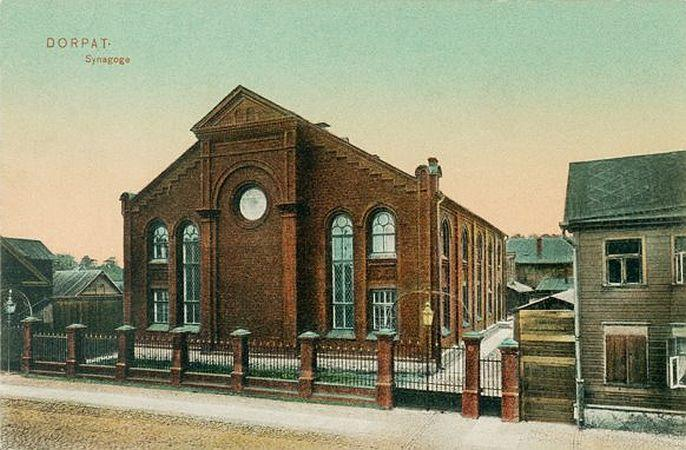

塔爾圖猶太會堂是愛沙尼亞塔爾圖的一座猶太會堂。這座猶太會堂修建於1903年，設計者是當地建築家R. 波尔曼。。第二次世界大戰期間，這座猶太會堂被毀。